# Álex Berenguer
Alejandro Berenguer Remiro ou simplesmente Álex Berenguer (Pamplona, 4 de julho de 1995), é um futebolista profissional espanhol que atua como meia. Atualmente, defende o Athletic Bilbao.

## Carreira
Álex Berenguer começou a carreira no CA Osasuna.

## Títulos

### Athletic Bilbao
- Supercopa da Espanha: 2020-21
- Copa do Rei: 2023–24